# José Antonio López Guerrero

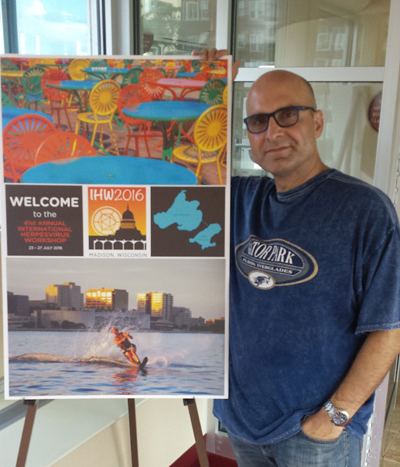
José Antonio López Guerrero (2016)

José Antonio López Guerrero (* 1962 in Madrid) ist ein spanischer Virologe.
Guerrero arbeitet als Universitätsprofessor für Mikrobiologie im Fachbereich der Molekularbiologie an der Universidad Autónoma de Madrid (Neurovirologie) und Direktor des Bereichs Kultur und Wissenschaft am Zentrum für Molekularbiologie Severo Ochoa (Centro de Biología Molecular Severo Ochoa – CBMSO) (2006–2024). Zudem ist er aktiv in verschiedenen wissenschaftlichen Programmen von Radio, Presse und Fernsehen tätig.

## Ausbildung
Nach der Schulausbildung in Hannover und am IES Cervantes (Madrid) studierte López Guerrero Biochemie an der Universidad Autónoma de Madrid (1980–1985). Für seine Doktorarbeit im Bereich der Immunvirologie am CBMSO erhielt er 1990 eine besondere Auszeichnung. Im Anschluss an die Promotion verbrachte er zwei Forschungsaufenthalte am Centro de Investigaciones Biológicas (Madrid, CIB-CSIC, 1990–1993) und am Deutschen Krebsforschungszentrum (DKFZ, 1993–1996). Nach seiner Rückkehr an die UAM arbeitete er als Assistenzprofessor und war verantwortlich für die Öffentlichkeitsarbeit im Rahmen der wissenschaftlichen Forschung. Seit 2001 ist er fest angestellter Universitätsprofessor der UAM und seit 2003 Leiter eines kleinen Forschungsbereiches der Neurobiologie. 2003–2006 gründete er die Abteilung für Kultur und Wissenschaft der UAM und seit 2006–2024 leitet er die gleichnamige Abteilung des CBMSO.

## Forschung
- Promotion (1986–1989. CBMSO. Madrid): Studie über die Anfälligkeit von Immunzellen bei Virusinfektion.
- Erster Postdoc (1990–1993. CIB. Madrid): Analyse der Rheumatoiden Arthritis im Mausmodell.
- Zweiter Postdoc (1993–1996. DKFZ): Analyse der promonocytic U937 Zellklone ausgewählt für ihren Widerstand gegen Parvovirus H-1-Infektion.
- Seit 1996 (UAM): HSV-1 Infektion und Neurodegeneration.

## Auszeichnungen
- 2011: Spanischer Rundfunk, Radio-5 und Radio-1-Programm "A Hombros de Gigantes" (Auf den Schultern von Riesen): Auszeichnung für die wissenschaftliche Publikation "Science in Action" und "Safir-Vallehermoso".
- 2012: "Scientific Communication Award Blogs Mi+d" von Madri+d Stiftung (TV-Programm).
- 2014: "ANTAMA-Preis" in Anerkennung seiner Arbeit für die wissenschaftliche Kommunikation in Biotechnologie in Spanien.
- 2014: Der zweite Preis in der Kategorie Hörfunk in der dritten Auflage von ASEBIO-Preis für Kommunikation in Biotechnologie.
- 2016: "Spezialpreis der Jury" "Science in Action".
- 2017: ASEBIO Spezial Preis.
- 2018: Fundación Gestión del Conocimiento "Spezial Preis in Anerkennung seiner Arbeit für die Wissenschaftliche Kommunikation in Spanien".
- 2019: Ehrentafel der AEC (Spanische Vereinigung der Wissenschaftler).
- 2020: Preis "Lupa Escéptica" von der ARP-SAPC.
- 2021: Ehrenvolle Erwähnung im VI "Transfiere" Journalism Preis.
- 2021: Zweiter Preis beim Journalismuspreis der VII Roche Institute Foundation für personalisierte Präzisionsmedizin.
- 2021: I Preis CSIC-Fundación BBVA für die Wissenschaftliche Kommunikation.

## Publikationen
- ¿Qué es un Transgénico? (y las madres que lo parieron). 2. Auflage. Ed. Sirius, Madrid 2008, ISBN 978-84-92509-02-7.
- Células Madre: la madre de todas las células. Ed. Hélice, Madrid 2003, ISBN 84-933933-7-1.
- La Tesis de Rebeca. Apuntes de una joven investigadora. 2. Auflage. Ed. Hélice, Madrid 2009, ISBN 978-84-936196-3-3.
- Sé lo que ocurrió… los cursos pasados. Ed. Hélice, Madrid 2006, ISBN 1-4492-0864-9.
- Células madre y terapia regenerativa. RANF, 2009.
- Ciencia en grageas. Turpial, 2012.
- Ciencia exprés. Elam Editores. 2013.
- Virus: ni vivos ni muertos. Guadalmazán. 2018 (2019 zweite Auflage).
- Coronavirus: anatomía de una pandemia. Guadalmazán. 2021
- Virus, Chicas y Laboratorios. Guadalmazán. 2023

Wissenschaftliche Artikel
- J. A. López-Guerrero, L. Carrasco, F. Martínez-Abarca, M. Fresno, M. A. Alonso: Restriction of poliovirus RNA translation in a human monocytic cell line. In: Eur. J. Biochem. Band 186, 1989, S. 577–582.
- J. A. López-Guerrero, J. P. López-Bote, M. A. Ortíz, E. Páez, C. Bernabeu: Recombinant vaccinia virus for human heat shock protein ameliorates adjuvant arthritis. In: Infect. Immun. Band 61, 1993, S. 4225–4231.
- J. A. López-Guerrero, M. A. Ortíz, E. Páez, C. Bernabeu, J. P. López-Bote: Therapeutic effect of the recombinat vaccinia virus expressing the 60-kilodanton heat shock protein on adjuvant arthritis. In: Arth. Rheum. Band 37, 1994, S. 1462–1467.
- J. A. López-Guerrero, B. Rayet, M. Tuynder, J. Rommelaere, C. Dinsart: Constitutive activation of U937 promonocytic cell clones selected for their resistance to parvovirus H-1 infection. In: Blood. Band 89, 1997, S. 1642–1653.
- R. Hass, J. A. López-Guerrero: Aggressive tumor growth of human TUR leukemia cells is associated with high levels of c-Myc expression and down regulation of p20-Max. In: Int. J. Cancer. Band 72, 1997, S. 1–4.
- J. A. López-Guerrero, L. Carrasco: Effect of nitric oxide on poliovirus infection of two human cell lines. In: J. Virol. Band 72, 1998, S. 2538–2540.
- B. Rayet, J. A. López-Guerrero, J. Rommelaere, C. Dinsart: Induction of programmed cell death by parvovirus H-1 in U-937 cells: connection with the tumor necrosis factor alpha signalling patway. In: J. Virol. Band 72, 1998, S. 8893–8903.
- J. A. López-Guerrero, M. Alonso, F. Martin-Belmonte, L. Carrasco: Poliovirus induces apoptosis in the human promonocytic cell line U937. In: Virology. Band 272, 2000, S. 250–256.
- J. A. López-Guerrero, F. Martin-Belmonte, L. Carrasco, M. A. Alonso: The N-myristoylated nine amino acid sequence from the amino terminus of poliovirus capsid VP4 protein is sufficient for targeting to perinuclear structures containing detergent-insoluble membranes. In: Biochemistry. Band 39, 2000, S. 1083–1090.
- M. Alonso, A. Dimitrijevic, M. Recuero, E. Serrano, F. Valdivieso, J. A. López-Guerrero: Interaction of alpha-2-Macroglobulin and HSV-1 during infection of neuronal cells. In: J. NeuroVirol. Band 7, 2001, S. 556–563.
- R. Bello-Morales, M. Fedetz, A. Alcina, E. Tabarés, J. A. López-Guerrero: High susceptibility of a human oligodendroglial cell line to herpes simplex type 1 infection. In: J. NeuroVirol. Band 11, 2005, S. 190–198.
- R. Bello-Morales, M. C. de Marco, J. F. Aranda, F. Matesanz, A. Alcina, J. A. López-Guerrero: Characterization of the MAL2 positive compartment in oligodendrocytes. In: Exp. Cell. Res. Band 315, 2009, S. 3453–3465. doi:10.1016/j.yexcr.2009.08.003
- R. Bello-Morales, M. Pérez-Hernández, M. T. Rejas, F. Matesanz, A. Alcina, J. A. López-Guerrero: Interaction of PLP with GFP-MAL2 in the human oligodendroglial cell line HOG. In: PLoS One. Band 6, 2011, S. e19388. doi:10.1371/journal.pone.0019388
- R. Bello-Morales, A. J. Crespillo, A. Fraile-Ramos, E. Tabarés, A. Alcina, J. A. López-Guerrero: Role of the small GTPase Rab27a during Herpes simplex virus infection of oligodendrocytic cells. In: BMC Microbiol. Band 12, 2012, S. 265. doi:10.1186/1471-2180-12-265
- R. Bello-Morales, A. J. Crespillo, B. García, L. Á. Dorado, B. Martín, E. Tabarés, C. Krummenacher, F. de Castro, J. A. López-Guerrero: The effect of cellular differentiation on HSV-1 infection of oligodendrocytic cells. In: PLoS One. Band 9, 2014, S. e89141. doi:10.1371/journal.pone.0089141
- A. J. Crespillo, B. Praena, R. Bello-Morales, L. Lerma, A. Vázquez-Calvo, M. A. Martín-Acebes, E. Tabarés, F. Sobrino, J. A. López-Guerrero: Inhibition of herpes virus infection in oligodendrocyte cultured cells by valproic acid. In: Virus Res. Band 2, 2016, S. 214. doi:10.1016/j.virusres.2016.01.009
- R. Bello-Morales, A. J. Crespillo, B. Praena, E. Tabarés, Y. Revilla, E. García, A. Fraile-Ramos, W. Baron, C. Krummenacher, J. A. López-Guerrero: Role of Proteolipid Protein in HSV-1 Entry in Oligodendrocytic Cells. In: PLoS One. Band 11, 2016, S. e0147885. doi:10.1371/journal.pone.0147885
- F. Matesanz, M. Fedetz, C. Barrionuevo, M. Karaky, A. Catalá-Rabasa, V. Potenciano, R. Bello-Morales, J. A. López-Guerrero, A. Alcina: A splice variant in the ACSL5 gene relates migraine with fatty acid activation in mitochondria. In: Eur J Hum Genet. Band 24, 2016, S. 1572. doi:10.1038/ejhg.2016.54
- E. G. Sánchez, E. Riera, M. Nogal, C. Gallardo, P. Fernández, R. Bello-Morales, J. A. López-Guerrero, C. G. Chitko-McKown, J. A. Richt, Y. Revilla: Phenotyping and susceptibility of established porcine cells lines to African Swine Fever Virus infection and viral production. In: Sci Rep. Band 7, 2017, S. 10369. doi:10.1038/s41598-017-09948-x
- R. Bello-Morales, B. Praena, C. de la Nuez, M. T. Rejas, M. Guerra, M. Galán-Ganga, M. Izquierdo, V. Calvo, C. Krummenacher, J. A. López-Guerrero: Role of Microvesicles in the Spread of Herpes Simplex Virus 1 in Oligodendrocytic Cells. In: J Virol. Band 92, 2018, S. e00088–e18. doi:10.1128/JVI.00088-18
- R. Bello-Morales, J. A. López-Guerrero: Extracellular Vesicles in Herpes Viral Spread and Immune Evasion. In: Front Microbiol. Band 9, 2018, S. 2572. doi:10.3389/fmicb.2018.02572. eCollection 2018.
- B. Praena, R. Bello-Morales, F. de Castro, J. A. López-Guerrero: Amidic derivatives of valproic acid, valpromide and valnoctamide, inhibit HSV-1 infection in oligodendrocytes. In: Antiviral Res. Band 168, 2019, S. 91–99. doi:10.1016/j.antiviral.2019.05.006. Epub 2019 May 25.
- M. Gil, R. González-González, A. Vázquez-Calvo, A. Álvarez-Gutiérrez, M. A. Martín-Acebes, B. Praena, R. Bello-Morales, J. C. Saiz, J. A. López-Guerrero, E. Tabarés, F. Sobrino: Clinical Infections by Herpesviruses in Patients Treated with Valproic Acid: A Nested Case-Control Study in the Spanish Primary Care Database, BIFAP. In: J Clin Med. Band 8, Nr. 9, 2019, S. E1442. doi:10.3390/jcm8091442
- R. Bello-Morales, J. A. López-Guerrero: Isolation/Analysis of Extracellular Microvesicles from HSV-1-Infected Cells. In: Methods Mol Biol. Band 2060, 2020, S. 305–317. doi:10.1007/978-1-4939-9814-2_17
- R. Bello-Morales, I. Ripa, J. A. López-Guerrero: Extracellular Vesicles in Viral Spread and Antiviral Response (Review). In: Viruses. 12, 623, 2020; doi:10.3390/v12060623.
- R. Bello-Morales, S. Andreu, J. A. López-Guerrero: The Role of Herpes Simplex Virus Type 1 Infection in Demyelination of the Central Nervous System (Review). In: Int J Mol Sci. 21(14), 16. Jul 2020, S. E5026. doi:10.3390/ijms21145026.
- B. Praena, R. Bello-Morales, J. A. López-Guerrero: Hsv-1 Endocytic Entry into a Human Oligodendrocytic Cell Line is Mediated by Clathrin and Dynamin but Not Caveolin. In: Viruses. 12(7), 7. Jul 2020, S. E734. doi:10.3390/v12070734.
- E. Sánchez-Leóna, R. Bello-Morales, J. A. López-Guerrero, A. Povedac, J. Jiménez-Barbero, N. Gironès, C. Abrusci: Isolation and characterization of an exopolymer produced by Bacillus licheniformis: In vitro antiviral activity against enveloped viruses. In: Carbohydrate Polymers. Volume 248, 15 November 2020, 116737.
- S. Andreu, I. Ripa, R. Bello-Morales, J. A. López-Guerrero: Valproic Acid and Its Amidic Derivatives as New Antivirals against Alphaherpesviruses. In: Viruses. 12, 1356, 2020; doi:10.3390/v12121356
- J. A. López-Guerrero, I. Ripa, S. Andreu, R. Bello-Morales: The Role of Extracellular Vesicles in Demyelination of the Central Nervous System. In: Int. J. Mol. Sci. 21, 9111, 2020; doi:10.3390/ijms21239111.
- I. Ripa, S. Andreu, J. A. López-Guerrero, R. Bello-Morales: Membrane Rafts: Portals for Viral Entry. In: Front. Microbiol. 4. Februar 2021, Volumen 12 | doi:10.3389/fmicb.2021.631274
- Daniel J. Klionsky et al.: Guidelines for the use and interpretation of assays for monitoring autophagy (4th edition). In: Autophagy. 8. Feb 2021, S. 1–382. doi:10.1080/15548627.2020.1797280. Online ahead of print. PMID 33634751
- S. Andreu, I. Ripa, B. Praena, J. A. López-Guerrero, R. Bello-Morales: The Valproic Acid Derivative Valpromide Inhibits Pseudorabies Virus Infection in Swine Epithelial and Mouse Neuroblastoma Cell Lines. In: Viruses. Band 13, Nr. 12, 2021, S. 2522; doi:10.3390/v13122522
- R. Bello-Morales, S. Andreu, I. Ripa, J. A. López-Guerrero: HSV-1 and Endogenous Retroviruses as Risk Factors in Demyelination. In: Int J Mol Sci. Band 22, Nr. 11, 27. May 2021, S. 5738. doi:10.3390/ijms22115738.
- S. Andreu, I. Ripa, R. Bello-Morales, J. A. López-Guerrero: Nebulized CLODOS Technology Shows Clear Virucidal Properties against the Human Coronavirus HCoV-229E at Non-Cytotoxic Doses. In: Viruses. Band 13, Nr. 3, 23. Mar 2021, S. 531. doi:10.3390/v13030531.
- R. Bello-Morales, S. Andreu, V. Ruiz-Carpio, I. Ripa, J. A. López-Guerrero: Extracellular Polymeric Substances: Still Promising Antivirals. In: Viruses. Band 14, Nr. 6, 2022, S. 1337; doi:10.3390/v14061337
- I. Ripa, S. Andreu, J. A. López-Guerrero, R. Bello-Morales: Interplay between Autophagy and Herpes Simplex Virus Type 1: ICP34.5, One of the Main Actors. In: Int J Mol Sci. Band 23, Nr. 21, 2022, S. 13643. doi:10.3390/ijms232113643
- B. Praena, M. Mascaraque, S. Andreu, R. Bello-Morales, E. Abarca-Lachen, V. Rapozzi, Y. Gilaberte, S. González, J. A. López-Guerrero, Á. Juarranz: Potent Virucidal Activity In Vitro of Photodynamic Therapy with Hypericum Extract as Photosensitizer and White Light against Human Coronavirus HCoV-229E. In: Pharmaceutics. Band 14, Nr. 11, 2022, S. 2364. doi:10.3390/pharmaceutics14112364
- S. Andreu, C. von Kobbe, P. Delgado, I. Ripa, M. J. Buzón, M. Genescà, N. Gironès, J. del Moral-Salmoral, G. A. Ramírez, S. Zúñiga, L. Enjuanes, J. A. López-Guerrero and R. Bello-Morales: Dextran sulfate from Leuconostoc mesenteroides B512F exerts potent antiviral activity against SARS-CoV-2 in vitro and in vivo. In: Front. Microbiol. Volume 14, 2023. doi:10.3389/fmicb.2023.1185504
- S. Andreu, I. Ripa, R. Bello-Morales, J. A. López-Guerrero: Liposomal Lactoferrin Exerts Antiviral Activity against HCoV-229E and SARS-CoV-2 Pseudoviruses In Vitro. In: Viruses. Band 15, Nr. 4, 2023, S. 972; doi:10.3390/v15040972
- S. Andreu, C. Agúndez, I. Ripa, J. A. López-Guerrero, R. Bello-Morales: Pseudorabies virus uses clathrin mediated endocytosis to enter PK15 swine cell line. In: Front.Microbiol. Band 15, 2024. doi:10.3389/fmicb.2024.1332175
- I. Ripa, S. Andreu, F. Josa-Prado, B. Fernández, F. de Castro, M. Arribas, R. Bello-Morales, J. A. López-Guerrero: Herpes Simplex Virus type 1 inhibits autophagy in glial cells but requires ATG5 for the success of viral replication. In: Front. Microbiol. 2024. doi:10.3389/fmicb.2024.1411655
- S. Andreu, I. Ripa, J. A. López-Guerrero, R. Bello-Morales: Human Coronavirus 229E Uses Clathrin-Mediated Endocytosis as a Route of Entry in Huh-7 Cells. In: Biomolecules. Band 14, Nr. 10, 2024, S. 1232; doi:10.3390/biom14101232